# Lorenzo Malagola
Lorenzo Malagola (Milano, 10 novembre 1982) è un politico italiano. Deputato della Repubblica Italiana per Fratelli d'Italia nella XIX legislatura, è sposato e padre di tre figli.

## Biografia
Laureato in Economia aziendale presso l'Università Cattolica del Sacro Cuore di Milano, intraprende l'attività politica come consigliere comunale di Milano per Forza Italia nel 2006. Nel 2008 si trasferisce a Roma, dove ricopre l'incarico di Caposegreteria tecnica del Ministro del Lavoro, della Salute e delle Politiche Sociali Maurizio Sacconi. Nel 2013, è Caposegreteria tecnica del Vicepresidente del Consiglio dei Ministri Angelino Alfano.
A partire dal 2014, lavora come dirigente in aziende multinazionali del settore privato e si dedica all'impegno civile come Segretario Generale della Fondazione de Gasperi.
Alle elezioni politiche del 2022 viene eletto deputato nel collegio plurinominale Lombardia 1 per Fratelli d'Italia. Dal 9 novembre 2022 è segretario della XI Commissione al lavoro pubblico e privato.

## Carriera politica
Lorenzo Malagola inizia il suo impegno politico già tra i banchi di scuola come rappresentante degli studenti e nel 2006, all'età di 23 anni, viene eletto consigliere comunale di Milano con Forza Italia.
Ricopre poi incarichi istituzionali di rilievo, diventando Capo della Segreteria tecnica del Ministro del Lavoro, della Salute e delle Politiche Sociali Maurizio Sacconi dal 2008 al 2011. Successivamente, dal 2012 collabora nella segreteria politica di Angelino Alfano, segretario nazionale del Popolo delle Libertà, che segue diventandone Caposegreteria nel 2013 alla Vicepresidenza del Consiglio dei Ministri.
Dal 2014 al 2022 è Segretario Generale della Fondazione de Gasperi, un ruolo che gli consente di dedicarsi in particolare alla formazione politica dei giovani, promuovendo iniziative culturali e di approfondimento storico-politico e maturando una visione politica orientata alla tutela dei valori del conservatorismo e del popolarismo europeo. Tuttora, siede nel Consiglio di Amministrazione della Fondazione.
Nel 2020, Malagola aderisce a Fratelli d'Italia, abbracciando le posizioni del partito guidato da Giorgia Meloni su temi chiave come la difesa della famiglia, la sovranità nazionale e il rafforzamento delle politiche del lavoro, venendo eletto deputato alle elezioni politiche del 25 settembre 2022.

## Attività parlamentare
Dal suo ingresso alla Camera dei Deputati, Malagola è impegnato principalmente su tematiche legate al mondo del lavoro e delle politiche sociali. Dal 9 novembre 2022 ricopre il ruolo di Segretario della XI Commissione (Lavoro pubblico e privato) e, dal 9 giugno 2023, è componente della Commissione parlamentare di inchiesta sulle condizioni di lavoro in Italia, sullo sfruttamento e sulla tutela della salute e della sicurezza nei luoghi di lavoro pubblici e privati.
Tra le principali iniziative parlamentari cui ha lavorato, spicca il suo ruolo di relatore alla legge sulla Partecipazione dei lavoratori alla gestione d'impresa, nata come proposta di legge di inizia popolare promossa dalla CISL, che Malagola ha sostenuto attivamente e che è stata recentemente approvata dalla Camera dei Deputati.
Tra i lavori in Commissione, Malagola si è inoltre espresso a favore di politiche che incentivino formazione professionale e apprendistato per facilitare l'ingresso dei giovani nel mondo del lavoro.
Secondo i dati Openpolis, Malagola ha partecipato al 91.2% delle votazioni, con un indice di affidabilità parlamentare del 97.5%, segno di una forte coerenza con la linea politica del suo gruppo.

## Posizioni politiche
Malagola è tra i principali esponenti del conservatorismo italiano e si è più volte espresso su questioni chiave per il suo partito:
- Famiglia, natalità e vita: sostiene politiche a favore della natalità, del sostegno delle famiglie numerose e della vita.[15][16]
- Libertà educativa: in numerose occasioni si è detto favorevole alla libera scelta educativa delle famiglie, con azioni di supporto all'istruzione paritaria. Si è inoltre espresso a favore del buono scuola per gli studenti degli istituti paritari.[17]
- Lavoro e welfare: si oppone a misure come il salario minimo, ritenendo più efficace incentivare la contrattazione collettiva e promuovere la collaborazione tra forza produttiva e aziende attraverso la partecipazione dei lavoratori alla gestione d'impresa.[18][19][20]
- Difesa dei settori strategici: sostiene l'importanza di supportare i settori critici per l'economia e lo Stato italiano, tutelando le infrastrutture critiche e i comparti strategici per il Sistema Paese.[21]
- Libertà d'espressione negli Atenei: nel mese di novembre 2024, in occasione dell'inasprimento degli scontri che hanno visto diversi collettivi studenteschi antagonisti e di sinistra impedire violentemente lo svolgimento di manifestazioni e di convegni organizzati da gruppi di studenti universitari, tra cui Obiettivo Studenti, Malagola si è espresso fortemente contro il clima di odio negli Atenei e a favore del diritto alla libertà di parola e di espressione di tutti.[22]